# William Aubatin
William Aubatin (né le 6 mai 1995 à Villepinte) est un athlète français, spécialiste du saut en hauteur.

## Biographie
Il est sacré champion de France 2019 à Saint-Étienne, avec un saut de 2,16 m.